# Monodonta
Monodonta és un gènere d'arnes de la família Crambidae. Conté només una espècie, Monodonta passalis, que es troba a Nova Guinea.